# Ali Hubert
Ali Hubert (* 1. Dezember 1878 in Wien, Österreich-Ungarn als Albert Hubert; † 1. Juni 1940 in Los Angeles, Kalifornien, USA) war ein österreichischer Kunstmaler und Kostümbildner beim deutschen Kino der Weimarer Republik und in Hollywood.

## Leben

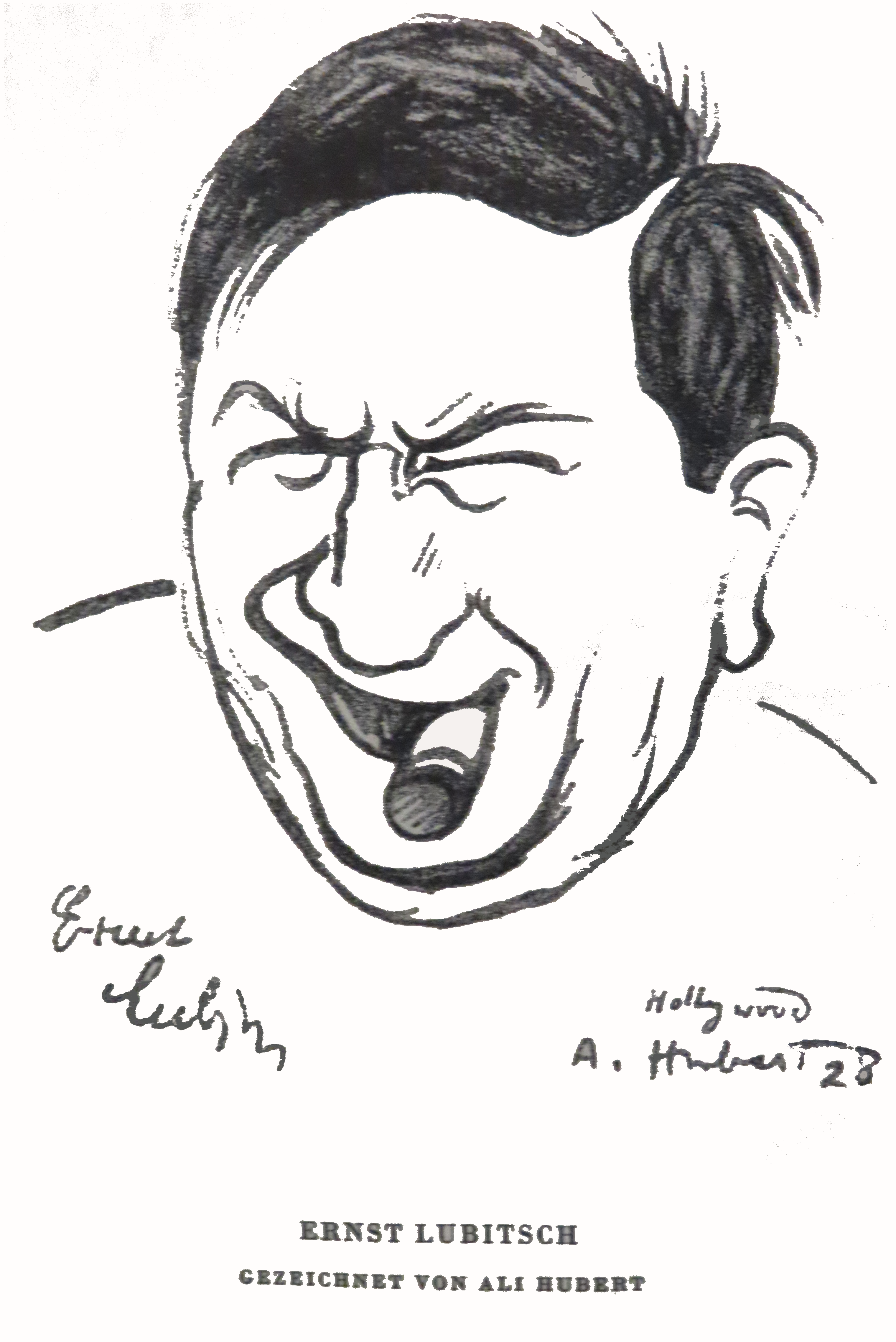
Karikatur Ernst Lubitsch von Ali Hubert 1928

Ali Hubert war Autodidakt. In jungen Jahren reiste er nach Italien, Dalmatien, Spanien, Skandinavien und Indien. Vor dem Ersten Weltkrieg arbeitete er als Landschaftsmaler (Himmelsmalerei) und knüpfte in dieser Zeit auch Kontakte zur Künstler-Avantgarde. Eine Freundschaft pflegte er außerdem mit Erich Mühsam.
Später knüpfte Hubert als Kostümier Kontakte zum Theater -- so entwarf er beispielsweise 1921 die Kleider für Karlheinz Martins Inszenierung von Friedrich Schillers Die Räuber -- und Film, zu dem ihn gegen Ende des Ersten Weltkriegs Ernst Lubitsch geholt hatte. Für Lubitschs schauprächtige Inszenierungen Carmen, Madame Dubarry, Anna Boleyn und Das Weib des Pharao schuf Ali Hubert eine erhebliche Anzahl phantasievoller Kostümkreationen. Infolge Lubitschs Übersiedelung nach Hollywood (1922) arbeitete Hubert auch für andere Regisseure, folgte aber Ende 1926 Lubitschs Einladung, für zwei seiner US-Inszenierungen erneut als Kostümier zu arbeiten. Beim deutschen Tonfilm kam er nur einmal zum Einsatz, bei dem Historiendrama Luise, Königin von Preußen, wo vor allem seine zeitgenössischen (frühes 19. Jahrhundert) Roben für Henny Porten beeindruckten.
Noch 1933, wenige Monate nach der Machtübernahme durch die Nationalsozialisten, kehrte Ali Hubert nach Hollywood zurück, wo er vor allem für europäische Regie-Exilanten (Joe May, Wilhelm Thiele, Wilhelm Dieterle, Michael Curtiz) und 1934 auch letztmals für Lubitsch (Die lustige Witwe) aktiv wurde. Seine Arbeiten für Dieterles Inszenierungen Das Leben des Emile Zola und Blockade sind besonders bemerkenswert. Ali Huberts letzte Tätigkeit für das amerikanische Kino war die eines technischen Beraters bei Curtiz’ ausstattungs- und kostümintensiven Historienbilderbögen Günstling einer Königin und Der Herr der sieben Meere.
Ali Hubert war auch Autor des 1930 erschienenen Sachbuchs Hollywood: Legende und Wirklichkeit, zu dem Emil Jannings, den er kurz nach Ende des Ersten Weltkriegs mehrfach eingekleidet hatte, das Vorwort geschrieben hatte.

## Filmografie
- 1918: Carmen
- 1919: Madame Dubarry
- 1920: Sumurun
- 1920: Anna Boleyn
- 1920/22: Louise de Lavallière – Am Liebeshof des Sonnenkönigs
- 1921: Die Abenteuer der schönen Dorette
- 1922: Das Weib des Pharao
- 1922: Felicitas Grolandin
- 1922: Die Flamme
- 1922–1923: Tragödie der Liebe
- 1923: Die Gräfin von Paris
- 1923: Das alte Gesetz
- 1924: Soll und Haben
- 1925: Komödianten
- 1925: Die Stadt der Versuchung
- 1927: Violantha
- 1927: Alt-Heidelberg
- 1928: Der Patriot
- 1931: Luise, Königin von Preußen
- 1934: Die lustige Witwe
- 1937: Das Leben des Emile Zola
- 1938: Blockade
- 1939: Günstling einer Königin (technischer Berater)
- 1940: Der Herr der sieben Meere (technischer Berater)